# ساموئل شاهگالدیان
ساموئل سورنی شاهگالدیان (ارمنی: Սամվել Սուրենի Շահգալդյան؛ زادهٔ ۱ آوریل ۱۹۵۱) یک مهندس و سیاستمدار اهل ارمنستان است که از تاریخ ۲۰۰۳ تا تاریخ ۲۰۰۷ سمت نمایندگی دوره سوم مجلس ملی جمهوری ارمنستان را برعهده داشت.

## زندگی‌نامه
در ۱ آوریل ۱۹۵۱ در آلاپارس به دنیا آمد و از دانشگاه ملی پلی‌تکنیک ارمنستان فارغ‌التحصیل شد. 